# Самбуко (Рим)
Самбуко је насеље у Италији у округу Рим, региону Лацио.
Према процени из 2011. у насељу је живело 431 становника. Насеље се налази на надморској висини од 122 м.